# Niedermodern
Niedermodern je občina v departmaju Bas-Rhin francoske regije Alzacija.
Leta 1990 je v občini živelo 573 oseb oz. 131 oseb/km².